# Франция на «Евровидении-1963»
Франция приняла участие в «Евровидении 1963», проходившем в Лондоне, Великобритания. Страну представил Ален Баррьер с авторской песней «Elle était si jolie», выступавший под номером 11. В этом году страна заняла пятое место, получив 25 баллов. Комментатором конкурса от Франции в этом году стал Пьер Черния (RTF), а глашатаем — Арман Лану.
Ален Баррьер выступил в сопровождении оркестра под руководством Франка Пурселя.
Баррьер был выбран путём внутреннего отбора телеканала RTF. Известно, что в отборе участвовало 28 песен, среди участников присутствовали также Жан Ферра, Изабель Обре и Нана Мускури.

## Отказ от проведения
Несмотря на победу в предыдущем году, Франция отказалась в организации «Евровидения» в этом году из-за финансовых трудностей, так как уже проводила у себя конкурс в 1959 и 1961 годах. Право принимать было передано Великобритании.

## Страны, отдавшие баллы Франции
Каждая страна присуждала от 1 до 5 баллов пяти наиболее понравившимся песням.
| Отдали Франции… | Отдали Франции…             | Отдали Франции… | Отдали Франции…                     |
| 5 баллов        | 4 балла                     | 2 балла         | 1 балл                              |
| --------------- | --------------------------- | --------------- | ----------------------------------- |
| Югославия       | Нидерланды Швейцария Италия | Монако Австрия  | Бельгия Испания Германия Люксембург |

## Страны, получившие баллы от Франции
| 5 баллов | Монако         |
| 4 балла  | Люксембург     |
| 3 балла  | Великобритания |
| 2 балла  | Австрия        |
| 1 балл   | Югославия      |